# Osbeckia nutans
Osbeckia nutans är en tvåhjärtbladig växtart som beskrevs av Nathaniel Wallich och Charles Baron Clarke. Osbeckia nutans ingår i släktet Osbeckia och familjen Melastomataceae. Inga underarter finns listade i Catalogue of Life.